# Lexington (Oklahoma)
Lexington és una ciutat dels Estats Units a l'estat d'Oklahoma. Segons el cens del 2000 tenia 2.086 habitants.

## Demografia
Segons el cens del 2000, Lexington tenia 2.086 habitants, 761 habitatges, i 541 famílies. La densitat de població era de 378,1 habitants per km².
Dels 761 habitatges en un 36,9% hi vivien nens de menys de 18 anys, en un 53,5% hi vivien parelles casades, en un 13,5% dones solteres, i en un 28,8% no eren unitats familiars. En el 25,5% dels habitatges hi vivien persones soles el 10,9% de les quals corresponia a persones de 65 anys o més que vivien soles. El nombre mitjà de persones vivint en cada habitatge era de 2,6 i el nombre mitjà de persones que vivien en cada família era de 3,06.
Per edats la població es repartia de la següent manera: un 26,8% tenia menys de 18 anys, un 9,4% entre 18 i 24, un 27,5% entre 25 i 44, un 19,6% de 45 a 60 i un 16,7% 65 anys o més.
L'edat mediana era de 35 anys. Per cada 100 dones de 18 o més anys hi havia 86,4 homes.
La renda mediana per habitatge era de 27.538 $ i la renda mediana per família de 32.155 $. Els homes tenien una renda mediana de 27.292 $ mentre que les dones 20.000 $. La renda per capita de la població era de 13.322 $. Entorn del 13,1% de les famílies i el 15,5% de la població estaven per davall del llindar de pobresa.

## Poblacions més properes
El següent diagrama mostra les poblacions més properes.